# Bellevalia macrobotrys
Bellevalia macrobotrys är en sparrisväxtart som beskrevs av Pierre Edmond Boissier. Bellevalia macrobotrys ingår i släktet Bellevalia och familjen sparrisväxter.

## Underarter
Arten delas in i följande underarter:
- B. m. macrobotrys
- B. m. pomelii